# Zdrój (osada leśna w województwie zachodniopomorskim)
Zdrój – osada leśna w Polsce, położona w województwie zachodniopomorskim, w powiecie gryfickim, w gminie Gryfice.